# Christophe Gauthier
Pour les articles homonymes, voir Gauthier.
Christophe Gauthier, né le 3 mai 1970 dans le XVIIe arrondissement de Paris, est un enseignant-chercheur, historien et conservateur des bibliothèques français.
Archiviste-paléographe, il est directeur d'études à l’École nationale des chartes, où il enseigne l’histoire du livre et des médias contemporains depuis 2014, après avoir dirigé le département Son, vidéo, multimedia de la Bibliothèque nationale de France de 2012 à 2014 et exercé comme conservateur des bibliothèques à la Bibliothèque interuniversitaire des langues orientales, à la Bibliothèque nationale de France et à la Cinémathèque de Toulouse.

## Biographie

### Formation
Christophe Gauthier est admis à l'École nationale des chartes à l'issue du concours d'entrée de 1992 (section B). Il y obtient le diplôme d'archiviste-paléographe en 1997 après avoir soutenu une thèse d'établissement intitulée La passion du cinéma : cinéphiles, ciné-clubs et salles spécialisées à Paris de 1920 à 1929. Il soutient également un mémoire de Master rédigé sous la direction de Philippe Dubois et intitulé Le Documentaire et les studios de Babelsberg en 1994 à l'Université Sorbonne-Nouvelle.
Le 1er janvier 1997, il est nommé conservateur des bibliothèques stagiaire et élève de l'École nationale supérieure des sciences de l'information et des bibliothèques (Enssib).

### Carrière professionnelle
Christophe Gauthier est nommé  conservateur des bibliothèques à la Bibliothèque interuniversitaire des langues orientales en 1999.
Il est ensuite affecté à la Bibliothèque nationale de France le 1er janvier 2001. Au département des Arts du spectacle, il est chargé du déménagement des collections de la Bibliothèque de l'Arsenal vers le site Richelieu. Le 1er février 2006, il est nommé conservateur à la cinémathèque de Toulouse. L'année suivante, il obtient un doctorat en histoire à l'Université Panthéon-Sorbonne avec une thèse intitulée Une composition française : la mémoire du cinéma en France des origines à la Seconde Guerre mondiale et rédigée sous la direction de  Pascal Ory.
Le 1er septembre 2012, il est nommé directeur du département Son, vidéo, multimedia de la Bibliothèque nationale de France.
En 2014, Christophe Gauthier est nommé directeur d'études à l’École nationale des chartes, sur la chaire d'histoire du livre et des médias contemporains.

## Publications
- La Passion du cinéma : cinéphiles, ciné-clubs et salles spécialisées à Paris de 1920 à 1929  (préf. Emmanuelle Toulet), Paris, Association française de recherche sur l'histoire du cinéma-École des chartes, coll. « Mémoires et documents de l'École des chartes » (no 56), 1999, II + 392 (ISBN 2-900791-29-4, BNF 37093243, lire en ligne).
- Dir. avec Laurent Ferri, L'Histoire-Bataille, Paris, École des chartes, coll. « Études et rencontres de l'École des chartes » (no 18), 2006, 150 p. (ISBN 2-900791-78-2, BNF 40206621).
- Dir. avec David Lescot et Laurent Véray, Une guerre qui n'en finit pas : 1914-2008, à l'écran et sur scène, Paris-Toulouse, Complexe-cinémathèque de Toulouse, 2008, 260 + 8 (ISBN 978-2-8048-0163-2, BNF 41388829).
- Dir. avec Dimitri Vezyroglou, L'Auteur de cinéma : histoire, généalogie, archéologie, Paris, Association française de recherche sur l'histoire du cinéma, coll. « Histoire culturelle », 2013, 397 p. (ISBN 978-2-37029-000-7, BNF 43827379).
- Dir. avec Anne Kerlan et Dimitri Vezyroglou, Loin d'Hollywood ? : cinématographies nationales et modèle hollywoodien : France, Allemagne, URSS, Chine 1925-1935, Paris-Toulouse, Nouveau monde-cinémathèque de Toulouse, 2013, 271 p. (ISBN 978-2-36583-852-8, BNF 43699824).